# Eurema arbela
Eurema arbela är en fjärilsart som beskrevs av Charles Andreas Geyer 1832. Eurema arbela ingår i släktet Eurema och familjen vitfjärilar. Inga underarter finns listade i Catalogue of Life.